# 창랑구

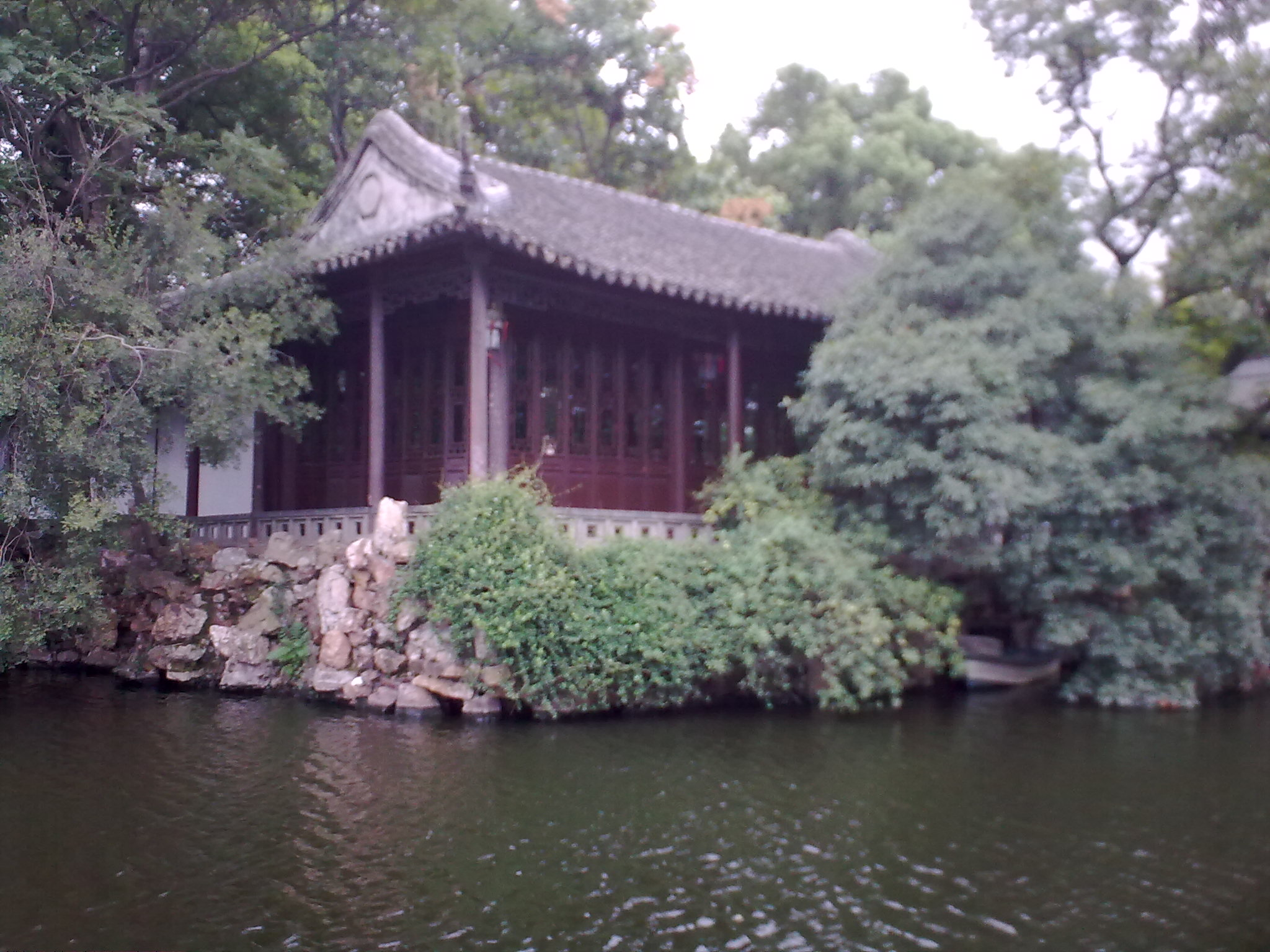

창랑구(한국어: 창랑구, 중국어: 沧浪区, 병음: Cānglàng Qū)는 중화인민공화국 장쑤성 쑤저우시의 행정구역이다. 넓이는 25km2이고, 인구는 2007년 기준으로 320,000명이다.

## 행정 구역
6개 가도를 관할한다.
- 가도: 雙塔街道, 南門街道, 胥江街道, 吳門橋街道, 葑門街道, 友新街道.